# Палий, Виктор Николаевич
Виктор Николаевич Палий (укр. Віктор Миколайович Палій, родился 12 мая 1949 в Недайводе) — советский и украинский военный, генерал-полковник Вооружённых сил Украины, начальник Национальной академии обороны Украины. Начальник Главного управления разведки Министерства обороны Украины. Глава Партии патриотических сил Украины. Глава Всеукраинского союза гражданских объединений участников боевых действий, ветеранов воинской службы и правоохранительных органов.

## Биография
Родился 12 мая 1949 года в селе Недайвода Днепропетровской области. Окончил в 1970 году Киевское высшее общевойсковое командное училище, Военную академию имени М. В. Фрунзе (1979), Военную академию Генерального штаба Вооружённых Сил СССР (1988) и Колледж стратегических исследований и оборонной экономики (1988, ГДР). Службу проходил командиром взвода и роты курсантов Киевского училища, мотострелкового батальона, начальником штаба, командиром полка и первым заместителем командира дивизии. После окончания Военной академии Генерального штаба назначен командиром 266-й дивизии 35-й общевойсковой армии. С 1989 по 1992 годы — командир 33-й дивизии 51-й общевойсковой армии. С марта по апрель 1992 года — в распоряжении Министра обороны Украины.
В 1992 году Палий назначен командиром 32-го армейского корпуса Одесского военного округа. В 1993—1998 годах — первый заместитель командующего войск Прикарпатского военного округа. В 1998—1999 годах — первый заместитель командующего войск Западного оперативного командования. С ноября 1999 по сентябрь 2000 годов — начальник Национальной академии обороны Украины. С сентября 2000 по март 2003 годов — начальник Главного управления разведки Министерства обороны Украины. 
В запас уволен 31 декабря 2003 года в звании генерал-полковника.
С 2004 года занимает пост главы Всеукраинского союза гражданских объединений участников боевых действий, ветеранов воинской службы и правоохранительных органов. В 2005 году возглавил партию «Гражданская Солидарность» (в июне 2009 года переименована в Гражданско-политический союз «Гражданская Солидарность»), с которой участвовал в выборах в Верховную Раду Украины 2006 года под 3-м номером по партийному списку.

## Государственные награды
- Орден Красной Звезды
- Орден «За службу Родине в Вооружённых Силах СССР» III степени
- Медали СССР и Украины
- Именное огнестрельное оружие — за особые заслуги в поддержании высокой боевой готовности войск, безупречную многолетнюю службу (указ от 4 декабря 1996 года)[1]